# Atakor
Atakor är en bergskedja i Algeriet.   Den ligger i provinsen Tamanrasset, i den sydöstra delen av landet, 1 500 km söder om huvudstaden Alger.